# Flughafen Port Stanley

i7
i11
i13
Der Flugplatz von Port Stanley (IATA-Code: PSY, ICAO-Code: SFAL) ist ein kleiner Flughafen auf den Falklandinseln, der ca. drei Kilometer von der Hauptstadt Stanley entfernt ist. Der Flugplatz ist der einzige zivile Flugplatz auf den Inseln mit einer asphaltierten Start- und Landebahn. Der Flugplatz wird von der Regierung der Falklandinseln unterhalten und er wird für Flüge zwischen den Inseln genutzt.

## Geschichte
Vor 1972 gab es keinen Flughafen auf den Falklandinseln mit einer asphaltierten Start- und Landebahn. Man konnte die Inseln nur über den Wasserweg erreichen. In den frühen 1970er Jahren hat die „Falkland Islands Company“ wegen der steigenden Beliebtheit der Luftwege nach Südamerika entschieden, die monatliche Schiffsverbindung nach Montevideo in Uruguay zu streichen.
Im Jahr 1971 hatte die argentinische Luftwaffe die Isolation der Inseln mit Amphibienflugzeugen unterbrochen. Es handelte sich dabei um Flugzeuge des Typs Grumman HU-16, die von Comodoro Rivadavia aus starteten und deren Flüge von der LADE ausgeführt wurden. Im Jahr 1973 unterzeichnete das Vereinigte Königreich ein Abkommen mit Argentinien, um einen Flugplatz auf den Inseln zu finanzieren. Nun starteten die Flüge wieder von Comodoro Rivadavia, aber diesmal waren es Flugzeuge des Typs Fokker F28.
Bei der argentinischen Besetzung im April 1982 spielte der Flughafen in der Anfangsphase eine entscheidende Rolle, nur so konnte der Überraschungs-Coup, die Malvinas mit ihrer „Verteidigungsmacht“ von 40 britischen Soldaten im Handstreich zu erobern, gelingen; erst dann konnten die Argentinier Schiffe mit Truppen nachschicken. Deshalb bombardierten die Briten beim Beginn der Rückeroberung einen Monat später als erstes den Flughafen von Stanley (Operation Black Buck), um damit die argentinische Luftwaffe weitgehend auszuschalten, um sich dann auf die Seeschlacht und die Landung auf den Inseln (Falklandkrieg) konzentrieren zu können. Nach 72 Tagen argentinischer Besetzung waren die Falklandinseln wieder britisch, die Royal Air Force benutzte den Flugplatz auch für die Versorgung und Verstärkung der am Mount Pleasant stationierten britischen Soldaten, bis der Truppenstützpunkt mit seinen etwa 1500 Soldaten einen eigenen Militärflugplatz bekam.
Der Flughafen von Stanley wird heutzutage weitgehend wieder zivil genutzt, vor allem für Flüge auf den Inseln und eine Flugverbindung nach Chile.

## Flüge
Die Regierung der Falklandinseln (Falkland Islands Government Air Service; kurz: FIGAS) wickelt vor allem Flüge zwischen den Falklandinseln vom Flugplatz ab. Die British Antarctic Survey benutzt auch den Flugplatz. Der Port Stanley Airport wird dabei für Luftverbindungen zu den britischen Forschungsstationen in der Antarktis genutzt. Er wurde am 15. November 1972 durch die argentinische Luftwaffe eröffnet. Der argentinische Präsident Néstor Kirchner hat 2003 alle Flüge von Argentinien aus gestoppt. Seitdem kommen die meisten Flüge nun aus Punta Arenas in Chile, die von den LAN Airlines nach Mount Pleasant durchgeführt werden.